# Ahras
Ahras (en árabe: احرص‎, también transliterada como Ihras, Ahrez, o Ehrez) es una población de la Gobernación de Alepo, al noroccidente de Siria, habitada mayoritariamente por kurdos. Entre las localideas vecinas están Kafr Naya, al occidente; Tell Rifaat, al norte; Herbel y Maré al nororiente; Marat Umm Hawsh, al oriente; Tell Qarah al sur oriente y Tell Jabin al sur.